# Красный факел
Новосибирский государственный академический театр «Красный факел» — один из ведущих театров города Новосибирска. Находится на улице Ленина, д. 19.

## История
Театр создан в 1920 году в Одессе группой молодых актёров во главе с режиссёром В. К. Татищевым. В 1932 году переехал в Новосибирск. Во время войны, с 1941 по 1943 год, работал в городе Сталинск, в здании театра в это время размещался Ленинградский академический театр имени А. С. Пушкина.

## Здание театра
Интерьеры
Занимаемое театром «Красный факел» здание является памятником архитектуры регионального значения. Оно было спроектировано известным сибирским архитектором Андреем Крячковым и построено в 1914 году для размещения в нём Коммерческого клуба. Здание с залом собраний и профессиональным концертным залом, клубным салоном и гостиными, «зимним садом» и игральной предназначалось для деловых и неофициальных встреч, банкетов и праздничных мероприятий. Именно здесь появилась первая в Новосибирске профессиональная сценическая площадка, а значит, и происходили главные культурные события: гастроли, концерты, спектакли любительских коллективов. 17 марта 1916 года в клубе выступал поэт-символист Константин Бальмонт.
В годы Первой мировой войны часть помещений Коммерческого клуба была отдана под госпиталь и военную кухню, а также здесь проводились благотворительные вечера.
В эпоху революционных потрясений здание было захвачено большевиками, сделавшими его центром своей пропагандистской деятельности, — с начала 1918 года здесь расположился Реввоенсовет, и Клуб стал именоваться Домом революции. Однако уже в мае он подвергся штурму белочехов и был захвачен. Какое-то время здание использовалось для постоя частей польской армии.
Вскоре Сибревком принял решение о создании театра оперы — единственным подходящим для него зданием в городе был Коммерческий клуб. 1 июля 1922 года в газете «Советская Сибирь» было объявлено, что в помещении бывшего Коммерческого клуба решено организовать Рабочий Дворец. Он торжественно открылся 15 ноября 1922 года — здесь была оборудована сцена, сформирована оперная и балетная труппа, симфонический оркестр и хор. Также в здание была перенесена центральная городская библиотека. 29 декабря 1929 года Сибгосопера ставит (вслед за Большим театром) первый советский балет «Красный мак» Рейнгольда Глиэра — на премьере присутствовал нарком просвещения Анатолий Луначарский.
В конце 1920-х годов для учреждений культуры было решено построить особое здание — Дом культуры и науки.
А 1 ноября 1932 года в здании Коммерческого клуба был сыгран первый спектакль «Красного факела» — бывшего передвижного театра, который, наконец, обрел дом. Уже со времени заселения «Красного факела» здание претерпело 4 реконструкции, во время которых возводились пристройки, расширялись помещения, модернизировалась сцена, но неизменно сохранялся внешний исторический облик.

## Труппа

### Режиссёры
- Дени, Владимир Карлович — режиссёр (1930—1950).
- Полежаев, Георгий Михайлович — режиссёр (1931—1936).
- Михайлов, Николай Фёдорович — режиссёр (1938—1966), главный режиссёр (1945—1948).
- Редлих, Вера Павловна — с 1932 режиссёр, главный режиссёр (1943—1960).
- Кузьмин, Владимир Валентинович — главный режиссёр (1971—1974).
- Иоаниди, Семён Семёнович — главный режиссёр (1974—1980)[2].
- Черменёв, Виталий Григорьевич — главный режиссёр (1981—1985).
- Серов, Алексей Эдуардович — главный режиссёр (1992—1997).
- Рыбкин, Олег Алексеевич — главный режиссёр (1997—2002).
- Зыков, Александр Маркович — главный режиссёр (2006—2013).
- Кулябин, Тимофей Александрович — режиссёр с 2007, главный режиссёр (2015—2022)[3].
- Прикотенко, Андрей Михайлович — главный режиссёр (c 2023).

### Современный состав
- Галина Алехина, народная артистка России
- Александр Беляев
- Антон Войналович
- Денис Ганин
- Елена Дриневская
- Александр Дроздов
- Юрий Дроздов
- Дарья Емельянова
- Елена Жданова, заслуженная артистка России
- Екатерина Жирова
- Виктор Жлудов
- Денис Казанцев
- Клавдия Качусова
- Татьяна Классина, заслуженная артистка России
- Анастасия Косенко
- Ирина Кривонос
- Антонина Кузнецова
- Камиль Кунгуров
- Виктория Левченко, заслуженная артистка России
- Владимир Лемешонок, заслуженный артист России
- Олег Майборода
- Екатерина Макарова
- Сергей Новиков, заслуженный артист России
- Юлия Новикова
- Егор Овечкин
- Светлана Плотникова
- Александр Поляков
- Павел Поляков
- Наталья Резник (Голубничая)
- Михаил Селезнёв
- Светлана Сергеева, заслуженная артистка России
- Тамара Сердюкова, заслуженная артистка России †
- Константин Телегин
- Владислава Франк
- Андрей Черных, заслуженный артист России
- Валентина Широнина, заслуженная артистка России †
- Григорий Шустер, заслуженный артист России †
- Андрей Яковлев

### Актёры прошлых лет, годы службы в театре «Красный факел»
- Агаронова, Елена Герасимовна, народная артистка РСФСР (1938—1966)
- Аренский, Михаил Васильевич, народный артист РСФСР (1928—1935)
- Байрашевская, Лидия Робертовна (1995—2004)
- Баранов, Александр Андреевич (1932—1935)
- Белоголовый Серафим Леонидович[4].
- Беляев Аркадий, заслуженный артист РСФСР[5].
- Бирюков, Владлен Егорович, лауреат Государственных премий СССР и РСФСР, народный артист Российской Федерации (1971—2005)
- Бирюков, Сергей Сергеевич, народный артист РСФСР
- Битюков Максим Владимирович (1995—2011)[6].
- Варахоба Наталья Фёдоровна[7].
- Галкина Светлана Владимировна[8].
- Гластовецкая Людмила Семёновна (1946—1948)[9].
- Головизина, Елена (2003—2007)
- Гончарова, Клавдия Григорьевна, народная артистка РСФСР
- Дёмина, Наталья Александровна, заслуженная артистка Российской Федерации (1975 — до конца жизни)
- Дорожко Альберт Иванович[10].
- Дорохова, Татьяна Владимировна, заслуженная артистка Российской Федерации (1976 — до конца жизни)
- Иванникова Лариса Александровна[11].
- Ильин, Адольф Алексеевич (1968—1970)
- Кириков Матвей Фёдорович[12].
- Коваленко, Виталий Владимирович (1996—2002)
- Коломеец Антон Евгеньевич (2004—2009)[13].
- Куропаткин Илья Андреевич[14].
- Лаврентьев Руслан Михайлович[15].
- Лемешонок Евгений Семёнович (1970—1995), Народный артист РСФСР[16].
- Ляпустин, Данил Андреевич (2011—2015)
- Мазец Наталия Ивановна[17].
- Маклаков, Алексей Константинович
- Максимов, Алексей Матвеевич (1930—1935)
- Матвеев, Евгений Семёнович, народный артист СССР (1948—1952)
- Межлумова, Ирина Юрьевна (1992—2004)
- Михайлов Михаил Михайлович[18].
- Морозкина Лидия Захаровна (1944—1973)[19].
- Орлова, Кира Ивановна (1938—2003)
- Пиоро, Сергей Владиславович (1996—2007)
- Анна Покидченко, народная артистка СССР (1958—2014)
- Попков, Игорь Михайлович, заслуженный артист Российской Федерации (1950—2004)
- Резник, Владислав Борисович (1999—2005)
- Редлих Вера Павловна[20]
- Росс Вячеслав (1989—1996)
- Руднев, Валерий Викторович
- Северов Николай Павлович[21]
- Соболева Мария Сергеевна[22]
- Лаврентий Сорокин[23]
- Степанов, Вячеслав (с 2003)
- Стрелков, Михаил Александрович (1969—2015), заслуженный артист РСФСР
- Терских Евгений Александрович (2009—2010)[24].
- Терских Оксана Александровна (2009—2010)[25].
- Туркова Евгения Сергеевна[26].
- Хрячков Николай Антонович[27].
- Черноскутова, Ксения Викторовна
- Чумичёв, Валерий Николаевич, заслуженный артист России (1976—2012)
- Шиловская Эмилия Леонидовна[28].
- Эйдельман Владимир Леонидович (1949—1991)[29].
- Яшунский Георгий Модестович[30].

## Постановки театра

### Современный репертуар
- 2003 — «Ночной таксист», комедия по пьесе Рея Куни. Режиссёр Валерий Гришко[31].
- 2005 — «Только для женщин!!!» А. МакКартена, С. Синклэра, Ж. Коллара. Режиссёр Владимир Золотарь.
- 2009 — «Маскарад» М. Лермонтова, режиссёр Тимофей Кулябин. В «Красном факеле» есть две версии спектакля, отличающиеся исполнителем главной роли: народный артист России Игорь Белозёров и артист театра и кино Александр Балуев.
- 2009 — «Продавец дождя», Ричард Нэш, режиссёр нар. арт. РФ Александр Зыков.
- 2008 — «Весёлый Роджер», пиратский боевик, Дамир Салимзянов. Режиссёр Тимофей Кулябин. Премьера 25 декабря 2008 г.
- 2010 — «Сильвестр», Вадим Бочанов, режиссёр Андрей Прикотенко.
- 2010 — «Без слов», пластический спектакль, режиссёр Тимофей Кулябин.
- 2010 — «Поминальная молитва» Григория Горина, режиссёр нар. арт. РФ Александр Зыков. В «Красном факеле» есть две версии спектакля, отличающиеся исполнителем главной роли: заслуженный артист России Сергей Новиков и артист театра и кино Семён Фурман.
- 2012 — «Онегин» по роману в стихах А. Пушкина, режиссёр Тимофей Кулябин.
- 2013 — «Всё о женщинах…» по пьесе Миро Гаврана, режиссёр Константин Колесник.
- 2014 — «Довлатов. Анекдоты» по книгам Сергея Довлатова, режиссёр Дмитрий Егоров. Премьера 13 сентября 2014 г.
- 2014 — «Всё о мужчинах» по пьесе Миро Гаврана, режиссёр Константин Колесник. Премьера 6 ноября 2014 г.
- 2015 — «Три сестры»[32] по пьесе А. П. Чехова, режиссёр Тимофей Кулябин. Премьера 11 сентября 2015 г.
- 2015 — «Агенты праздников», совместный проект с театральной компанией «Гамма»[33], режиссёр Павел Южаков. Премьера 24 декабря 2015 года.
- 2016 — «Тектоника чувств», Эрик-Эмманюэль Шмитт . Режиссёр Сергей Чехов. Премьера 7 апреля 2016 г.[34]
- 2016 — «ЧУднЫе люди», сельские этюды про произведениям Василия Шукшина. Режиссёр Константин Телегин. Премьера 2 ноября 2016 г.[35]
- 2016 — «Чиполлино», музыкальная сказка, по мотивам Джанни Родари. Режиссёр Тимур Насиров. Премьера 23 декабря 2016 г.
- 2017 — «Иллюзия», Пьер Корнель. Режиссёр Филипп Григорьян. Премьера 25 марта 2017 г.
- 2017 — «Дом Бернарды Альбы», Федерико Гарсиа Лорка. Режиссёр Сергей Землянский. Премьера 22 сентября 2017 г.
- 2017 — «Авантюристы», комедия, А. Вернье. Режиссёр Константин Колесник. Премьера 9 декабря 2017 г.
- 2018 — «Поцелуй», спектакль-ловушка, Гильермо Кальдерон. Режиссёр Юрий Урнов. Премьера 30 января 2018 г.
- 2018 — «Дети солнца», Максим Горький. Режиссёр Тимофей Кулябин. Премьера 8 сентября 2018 г.
- 2018 — «Высоко», театральный мультфильм. Режиссёр Артём Находкин. Премьера 15 ноября 2018 г.
- 2018 — «Странный ужин инспектора Раффинга», детективный триллер, Дон Нигро. Режиссёр Денис Азаров. Премьера 15 декабря 2018 г.
- 2019 — «Шут Балакирев»[36], Григорий Горин. Режиссёр Тимур Насиров. Премьера 20 апреля 2019 г.
- 2019 — «Раздражение», Сэм Бобрик, Дарио Фо и Франки Раме. Режиссёр Артём Находкин. Премьера 19 сентября 2019 г.
- 2019 — «Перемирие», притча, Алексей Куралех. Режиссёр Олег Липовецкий. Премьера 10 октября 2019 г.
- 2019 — «Жар и холод, или Идея г-на Дома»[37], Фернан Кроммелинк, пер. Натальи Санниковой. Режиссёр Александр Баргман. Премьера 20 декабря 2019 г.
- 2020 — «Карьера Артуро Уи», Бертольт Брехт, пер. Ефима Эткинда. Режиссёр Глеб Черепанов. Премьера 25 сентября 2020 г.[38]
- 2020 — «Дело», Александр Сухово-Кобылин. Режиссёр Дмитрий Егоров. Премьера 19 сентября 2020 г.[39] Вторая часть трилогии «Картины прошедшего».
- 2020 — «Лисичка-сестричка и Серый Волк», по мотивам русской народной сказки. Режиссёр Денис Ганин. Премьера 21 ноября 2020 г.[40]
- 2020 — «Безумный день Фигаро», Пьер Огюстен де Бомарше. Режиссёр Денис Азаров. Премьера 26 декабря 2020 г.[41]
- 2021 — «Тайм-аут», Марина Крапивина. Режиссёр Петр Шерешевский. Премьера 27 марта 2021 г.[42]
- 2021 — «Мы идем смотреть „Чапаева“», Олег Данилов. Режиссёр Константин Телегин. Премьера 15 сентября 2021 г.[43]
- 2021 — «Достоевский. Невозможное чудо», Алексей Куралех. Режиссёр Владимир Золотарь. Премьера 18 сентября 2021 г.[44]
- 2021 — «Дикая утка», Генрик Ибсен. Режиссёр Тимофей Кулябин. Премьера 18 декабря 2021 г.[45]
- 2022 — «Свадьба Кречинского», Александр Сухово-Кобылин. Режиссёр Дмитрий Егоров. Премьера 26 марта 2022 г.[46] Первая часть трилогии «Картины прошедшего».
- 2022 — «Сын», Флориан Зеллер. Режиссёр Алексей Слюсарчук. Премьера 26 ноября 2022 г.[47]

## Награды и номинации
- Орден Трудового Красного Знамени (11 января 1971 года) — за заслуги в развитии советского театрального искусства[48].
- Премия Правительства Российской Федерации имени Фёдора Волкова за вклад в развитие театрального искусства Российской Федерации (30 июня 2010 года)[49].
- Номинации на соискание Национальной театральной премии «Золотая Маска»: «Зойкина квартира» (1998), «Ивонна, принцесса Бургундская» (1999), «Три сестры» (2001), «Тартюф» (2007), «Макбет» (2010), «Онегин» (2014), «KILL» (2015), «Три сестры» (2017), «Дети солнца» (2020), «Тайм-аут» (2022), «Дело» (2022)[50].
- Новосибирская театральная премия «Парадиз» в трех номинациях — «Ричард III» (2005).
- Лауреат фестиваля «Сибирский транзит» в номинации «Лучший спектакль-ансамбль» — «Тартюф» (2006).
- Новосибирская театральная премия «Парадиз» в двух номинациях — «Тартюф» (2006)[51].
- Приз зрительских симпатий XXXIV Международного Театрального фестиваля «Балтийский дом» — «Мертвые души»[52].